# Архаров, Михаил Алексеевич
Архаров Михаил Алексеевич (1930—2001) — учёный в области радиоэлектронных информационно-управляющих систем кораблей специального назначения, доктор технических наук, профессор, главный конструктор ЦНПО «Вымпел», контр-адмирал.

## Биография
Родился 22 октября 1930 года.
В 1958 году окончил Высшее военно-морское инженерное училище имени Ф. Э. Дзержинского.
После окончания училища занимался разработкой систем противоракетной обороны. Был учеником академика А. И. Берга. До 1977 года работал в п/я № 4077 (ныне — Открытое акционерное общество "Научно-производственный комплекс «Научно-исследовательский институт дальней радиосвязи») — начальником лаборатории автомата дальности, начальником отдела, заместителем главного конструктора.
Был одним из создателей радиолокационных станций системы ПРО «Дунай-2» и «Дунай-3».
В декабре 1975 года назначен главным конструктором системы специальных технических средств разведки «Коралл», разрабатываемого в стенах Центрального научно-производственного объединения «Вымпел» — предприятие в системе Минрадиопрома СССР (ныне — ОАО «Межгосударственная Акционерная компания „Вымпел“») — головного разработчика проекта.
В 1977 году назначен главным конструктором проекта корабля «Урал», оснащённого системой специальных технических средств разведки «Коралл».
21 мая 1993 года уволен в запас.
В 1993 году был избран академиком Международной Академии информатизации.
Является автором более 200 научных трудов, подготовил около 40 докторов и кандидатов наук.
Умер 4 мая 2001 года. Похоронен в Москве, на Преображенском кладбище.
Награждён орденами Красной Звезды (1978), «За службу Родине в Вооружённых Силах СССР» 3-й степени (1988), медалями.